# Sitra Cultural & Sports Club
Actualités
Le Sitra Cultural & Sports Club (en arabe : نادي سترة الثقافي والرياضي), plus couramment abrégé en Sitra Club, est un club bahreïni de football fondé en 1957 et basé sur l'île de Sitra.
Le club possède également une section basket-ball.

## Histoire
L'équipe de football évolue à plusieurs reprises en première division. Elle se classe cinquième du championnat lors de la saison 2005-2006.